# Sankt Nikolai kyrka, Lenino
Sankt Nikolai kyrka (belarusiska: Свята-Мікалаеўская царква) är en belarusisk-ortodox kyrkoruin belägen i staden Lenino, i distriktet Dobrusjski rajon i Homels voblast, i sydöstra Belarus.
Kyrkan är helgad åt helgonet Sankt Nikolaus.

## Historik
Sankt Nikolai kyrka i Lenino byggdes i slutet av 1700-talet på bekostnad av greve Zavadovskij.
Under sovjettiden användes kyrkan bland annat som lagerlokal. Under andra världskriget förstördes altardelen av en granat och 1961 utbröt en brand.
2001 besökte rysk-ortodox kyrkans dåvarande patriark, Aleksij II kyrkan.
Idag (mars 2018) finns det planer på att restaurera kyrkan. Dock verkar det inte bli så, vilket innebär gudstjänster hålls i en annan byggnad som ligger i närheten.

## Bilder

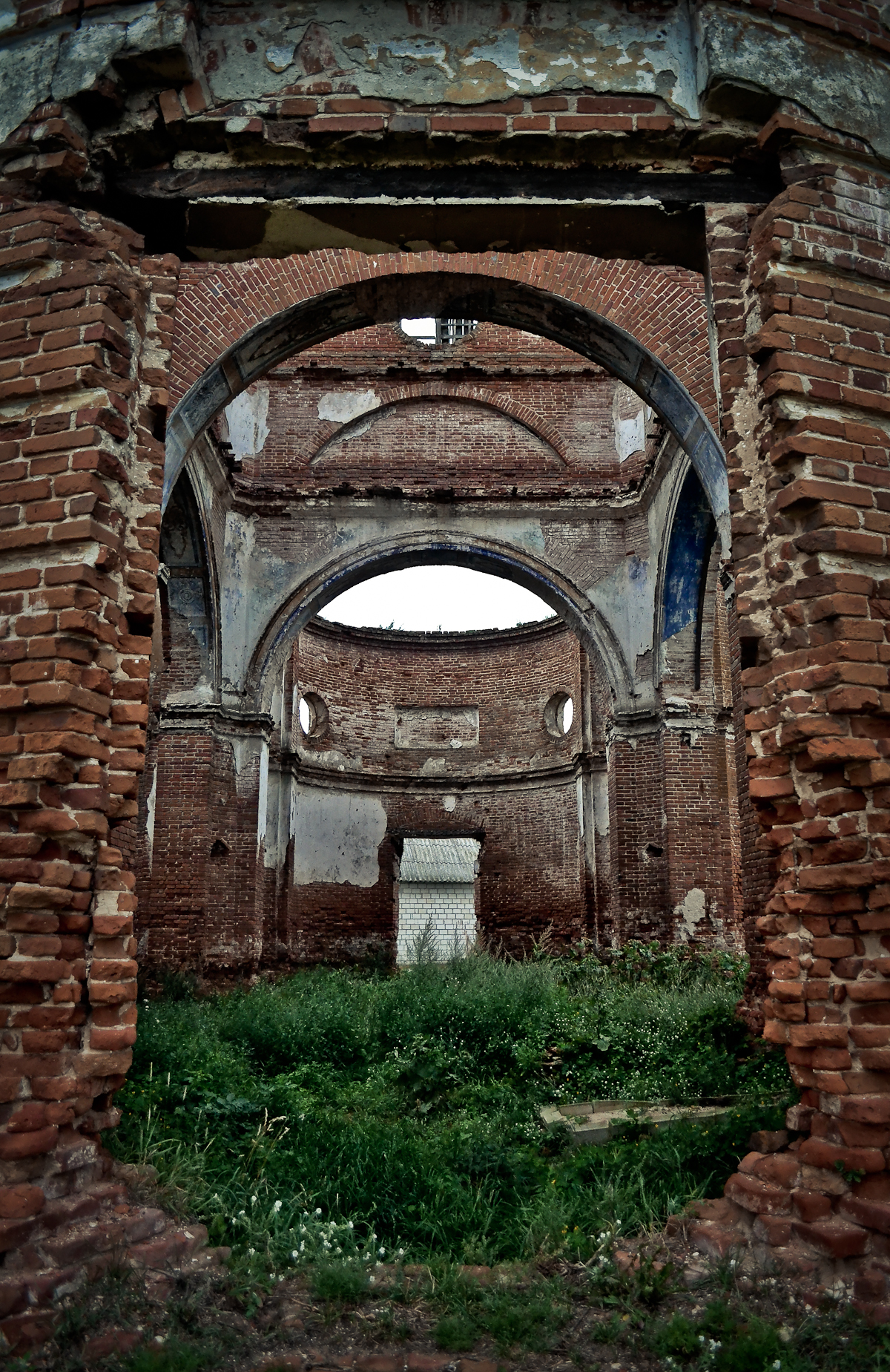
Kyrkans interiör.
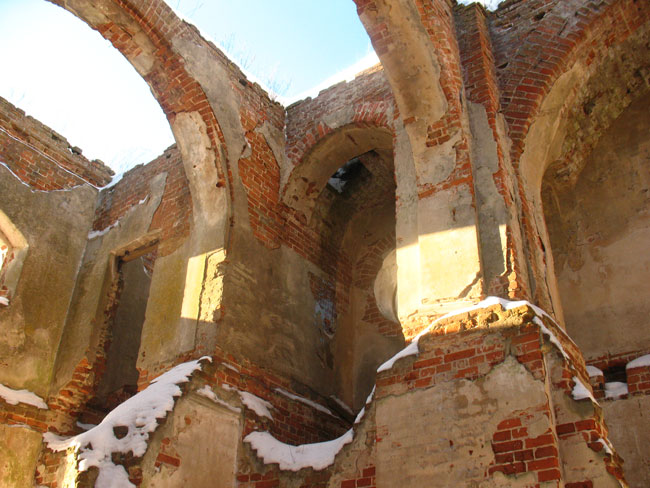
Interiören
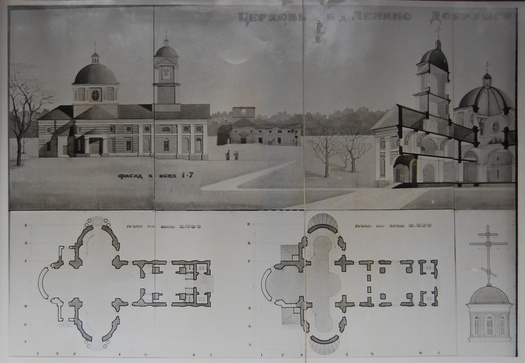
Ritningar av kyrkan från omkring år 1800.

### Allmänna källor
- Церковь св. Николая в Ленино | Планета Беларусь (planetabelarus.by)
- Леніна (Папоўка), Свята-Мікалаеўская царква (history-belarus.com)